# WEIRD
WEIRD – koncept z zakresu nauk o zachowaniu oznaczający populację przedstawicieli współczesnej cywilizacji zachodniej jako niereprezentatywną dla ludzkości, mimo to najdogłębniej przebadaną naukowo.
Termin WEIRD jest akronimem utworzonym tak, aby celowo wyglądał jak słowo już istniejące w języku. W tym przypadku skrót pochodzi od cech opisujących populację zachodnią, wykształconą, zindustrializowaną, bogatą i demokratyczną. Oryginalnie, w języku angielskim, to zespół cech: Western, Educated, Industrialized, Rich, Democratic. Z kolei słowo weird w tym języku oznacza 'dziwaczny'.
Koncept WEIRD opisano w celu wskazania, że uogólnienia i ekstrapolacja na całą ludzkość wyników badań przeprowadzonych na małej i specyficznej grupie jest nieuprawnione. Według twórców pojęcia WEIRD w badaniach, których wyniki opublikowano w okresie 2003–2008 w najważniejszych czasopismach psychologicznych, 96% uczestników pochodziło z uprzemysłowionych krajów świata zachodniego, definiowanego jako Europa i niełacińska Ameryka Północna oraz Izrael i Australia. Z samych Stanów Zjednoczonych pochodziło 68%. Tworzy to dysproporcję, ponieważ obejmowało jedynie 12% światowej populacji. Mimo nagłośnienia problemu w ciągu dekady proporcje te nie uległy dużym zmianom. Jedną z przyczyn, dla których badania psychologiczne są prowadzone w znacznej mierze na grupie WEIRD, jest jej dostępność. W 1946 r. Quinn McNemar wskazał, że takie badania najłatwiej prowadzi się na studentach psychologii lub socjologii, którzy są odpowiednio wykształceni, aby zrozumieć i wypełnić kwestionariusze, ale rodzi to pytania o reprezentatywność uzyskanych wyników. Zdaniem ekspertów nawet w obrębie populacji zachodnich uczestnicy badań psychologicznych nie stanowią próby reprezentatywnej. Wybór studentów jako głównej grupy badawczej skutkuje niedoreprezentowaniem osób w innym wieku czy o innym wykształceniu, co pogłębia się przy porównaniu z innymi społeczeństwami. Podobne uwagi zgłaszano też później, wskazując również na przykłady, kiedy wyniki analogicznych badań różnią się w zależności od podłoża kulturowego uczestników. Jednym ze skutków takiego podejścia jest kryzys replikacyjny, czyli trudność w uzyskaniu podobnych wyników badań psychologicznych w kolejnych powtórzeniach. Problem WEIRD zauważono w badaniach psychologicznych, ale dotyczy też innych dziedzin z szeroko rozumianych nauk społecznych, np. ekonomii, językoznawstwa, filozofii, antropologii czy nauk kognitywnych. Problem występuje też przy zawężonych badaniach, które są ogłaszane jako opisujące zachowanie całej dużej grupy ludzi, np. dzieci.
Problem WEIRD dotyczy nie tylko przedmiotu badań, ale też samych badań. W okresie jego nagłośnienia 73% pierwszych autorów wziętych pod uwagę artykułów naukowych pracowało na amerykańskich uniwersytetach, a 99% na uniwersytetach zachodnich. Guilherme Sanches de Oliveira i Edward Baggs wyróżniają cztery typy problemów związanych z WEIRD dotyczących: uczestników, teorii, metodologii i instytucji. Pierwszy dotyczy reprezentatywności osób poddawanych badaniu. Problem teoretyczny dotyczy założenia, że badania psychologiczne powinny dotyczyć wewnętrznych zachowań osobnika, a ich wyniki powinny dać się ekstrapolować na całą ludzkość. Problem metodologiczny polega na preferowaniu testów psychologicznych w formie przypominającej testy szkolne, co nie musi odpowiadać zachowaniom w sytuacjach rzeczywistych. Ostatni problem wiąże się z tradycją prowadzenia badań nad zachowaniem i ich finansowania, która preferuje badania dostosowane do populacji WEIRD.
Akronim WEIRD został ukuty w celu zaznaczenia, że grupa, na której prowadzona jest większość opublikowanych badań, nie tylko nie jest reprezentatywna dla całej ludzkości, ale jest wręcz w skali świata wyjątkowa i dosłownie dziwna. Według Josepha Henricha, jednego z twórców tego pojęcia, populację WEIRD spośród ludzkości statystycznie wyróżniają cechy takie jak indywidualizm, który osłabia więzi rodzinne i klanowe, a więc ostatecznie ignorowanie biologicznego sukcesu genetycznego, nonkonformizm czy myślenie analityczne. Ludzie z kręgu WEIRD są podatni na pewne iluzje optyczne, którym nie ulegają przedstawiciele innych kultur. Między kulturami inaczej interpretowana jest też mimika. Jednocześnie tworzenie opozycji WEIRD i nie-WEIRD jest niewłaściwe, bo ludzkość jest dużo bardziej zróżnicowana pod względem zachowań. W społeczeństwach zaliczanych do WEIRD może istnieć wewnętrzne zróżnicowanie, jako przykład podawane są różnice między mieszkańcami Polski zachodniej (silniejszy wpływ kultury WEIRD) i wschodniej.